# Boron (Califòrnia)
Boron és una concentració de població designada pel cens dels Estats Units a l'estat de Califòrnia. Segons el cens del 2000 tenia 2.025 habitants.

## Demografia
Segons el cens del 2000, Boron tenia 2.025 habitants, 801 habitatges, i 535 famílies. La densitat de població era de 56,5 habitants per km².
Dels 801 habitatges en un 31,2% hi vivien nens de menys de 18 anys, en un 51,7% hi vivien parelles casades, en un 10,2% dones solteres, i en un 33,1% no eren unitats familiars. En el 29,1% dels habitatges hi vivien persones soles el 9,9% de les quals corresponia a persones de 65 anys o més que vivien soles. El nombre mitjà de persones vivint en cada habitatge era de 2,53 i el nombre mitjà de persones que vivien en cada família era de 3,11.
Per edats la població es repartia de la següent manera: un 28% tenia menys de 18 anys, un 6,7% entre 18 i 24, un 25,2% entre 25 i 44, un 26,9% de 45 a 60 i un 13,2% 65 anys o més.
L'edat mediana era de 39 anys. Per cada 100 dones de 18 o més anys hi havia 101 homes.
La renda mediana per habitatge era de 40.625 $ i la renda mediana per família de 44.674 $. Els homes tenien una renda mediana de 47.045 $ mentre que les dones 23.854 $. La renda per capita de la població era de 18.294 $. Entorn del 15,2% de les famílies i el 19,7% de la població estaven per davall del llindar de pobresa.

## Poblacions més properes
El següent diagrama mostra les poblacions més properes.